# GPM6B
GPM6B (англ. Glycoprotein M6B) – білок, який кодується однойменним геном, розташованим у людей на X-хромосомі. Довжина поліпептидного ланцюга білка становить 265 амінокислот, а молекулярна маса — 28 989.
| 10         |  | 20         |  | 30         |  | 40         |  | 50         |
| ---------- |  | ---------- |  | ---------- |  | ---------- |  | ---------- |
| MKPAMETAAE |  | ENTEQSQERK |  | GCFECCIKCL |  | GGVPYASLVA |  | TILCFSGVAL |
| FCGCGHVALA |  | GTVAILEQHF |  | STNASDHALL |  | SEVIQLMQYV |  | IYGIASFFFL |
| YGIILLAEGF |  | YTTSAVKELH |  | GEFKTTACGR |  | CISGMFVFLT |  | YVLGVAWLGV |
| FGFSAVPVFM |  | FYNIWSTCEV |  | IKSPQTNGTT |  | GVEQICVDIR |  | QYGIIPWNAF |
| PGKICGSALE |  | NICNTNEFYM |  | SYHLFIVACA |  | GAGATVIALL |  | IYMMATTYNY |
| AVLKFKSRED |  | CCTKF      |  |            |  |            |  |            |

A: Аланін

C: Цистеїн

D: Аспарагінова кислота

E: Глутамінова кислота

F: Фенілаланін

G: Гліцин

H: Гістидин

I: Ізолейцин

K: Лізин

L: Лейцин

M: Метіонін

N: Аспарагін

P: Пролін

Q: Глутамін

R: Аргінін

S: Серин

T: Треонін

V: Валін

W: Триптофан

Кодований геном білок за функціями належить до білків розвитку, фосфопротеїнів. 
Задіяний у таких біологічних процесах, як транспорт, транспорт білків, остеогенез, диференціація клітин, нейрогенез, альтернативний сплайсинг. 
Локалізований у клітинній мембрані, мембрані.